# Biblioteca diocesana de Túnez
La Biblioteca Diocesana de Túnez o Biblioteca de Ciencias Religiosas de Túnez es una biblioteca tunecina localizada en Túnez. Depende de la arquidiócesis de Túnez y es especializada en ciencias de las religiones, y su objetivo es servir al diálogo entre religiones y culturas.

## Localización
Está localizada en la calle Sidi Saber, en el centro de la medina de Túnez, y ocupa el piso de la planta baja en la antigua escuela católica privada San José de las Hermanas de San José de la Aparición (Sœurs de Saint-Joseph de l'Apparition).

## Historia
Después del cierre de la escuela de monjas en 1999, el arzobispo de Túnez, Fouad Twal confío al padre Francisco Donayre de la sociedad de los Padres Blancos el proyecto de una biblioteca de las ciencias de las religiones que, después de obras de reorganización, abrió en enero de 2001. La configuración actual de las instalaciones data de 2003.

## Contenido

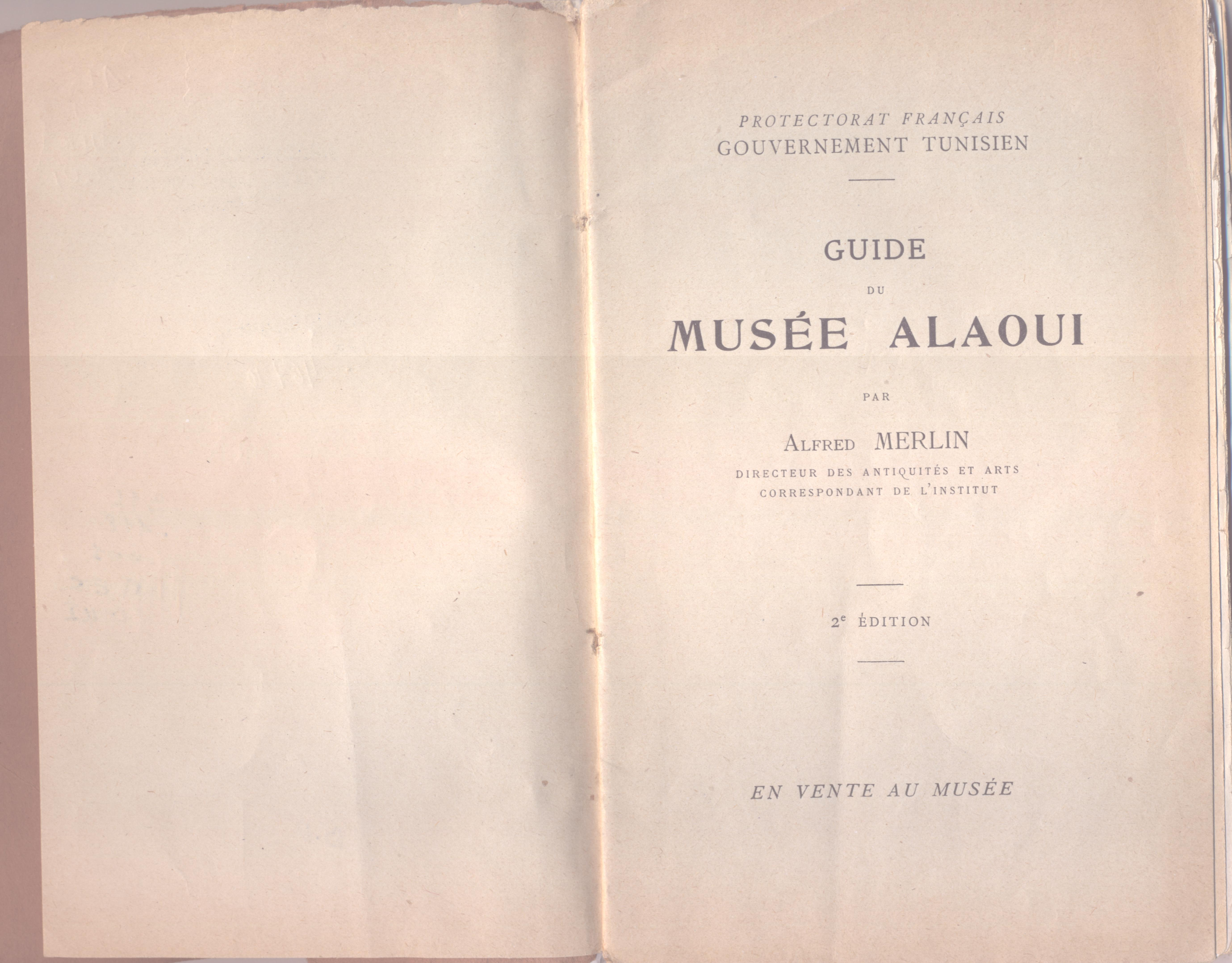
Gran página de título de la Guide du musée Alaoui, publicada por Alfred Merlin en 1915

La biblioteca diocesana cuenta con más de 50 mil volúmenes que tratan de la cultura tunecina y las ciencias humanas, pero especialmente de las ciencias religiosas, desde la antigüedad hasta nuestros días. En ella se mantienen muchos periódicos desaparecidos y está inscrita en varios periódicos en curso.
El fondo inicial incluye los libros del antiguo seminario mayor de la ciudad de Túnez (cerrado en 1964 y cedido al Estado para convertirse en la Escuela Nacional de Administración) y el legado de la biblioteca particular de un padre que hace mucho tiempo se imparte en la ciudad de Túnez, el padre Jean-Marie Guillemaud. La biblioteca continúa especializándose en ciencias religiosas y regularmente adquiere nuevos libros.
El contenido es multilingüe: existen libros y documentos en árabe, así como en varias lenguas europeas modernas o en lenguas clásicas (griego, latín y hebreo), principalmente en lo que concierne a las grandes religiones monoteístas (cristianismo, islamismo y judaísmo), pero también religiones tradicionales africanas y religiones orientales.
La literatura clásica francesa también se encuentra disponible.

## Asociaciones y colaboración
La Asociación Francesa Alianza Intercultural Mediterránea, fundada en Aurillac, tiene por objeto ayudar a la biblioteca diocesana de Túnez.
La Asociación Tunisiana Cartagina colabora regularmente con la biblioteca para organizar varias actividades sociales y culturales.
La biblioteca también está en contacto regular con el Centro de Estudios de Cartago y el Instituto de Bellas Cartas Árabes.

## Actividades

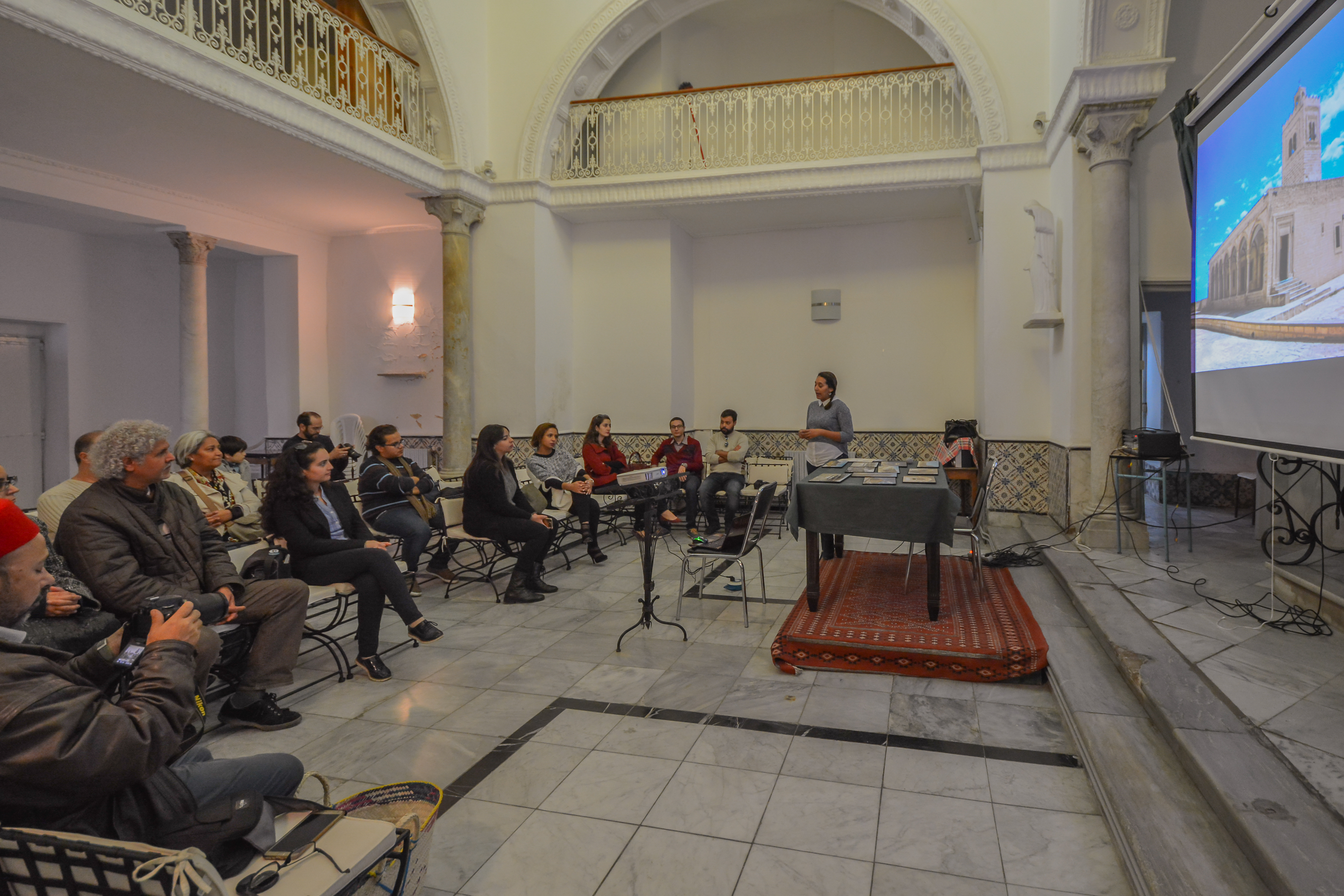
Antigua capilla que hospedó la ceremonia de premiación de Wiki Loves Monuments 2016

Además de administrar los fondos y prestar servicios a lectores e investigadores, la biblioteca también organiza conferencias temáticas, por ejemplo sobre las raíces multiculturais de Túnez.
En ella también se realizan otros eventos únicos o regulares, como reuniones de Wikimedia y un proyecto GLAM.